# Szarvaskő, Heves
Szarvaskő  este un sat în districtul Eger, județul Heves, Ungaria, având o populație de 345 de locuitori (2011). 

## Demografie
Componența etnică a satului Szarvaskő
     Maghiari (97,18%)
     Necunoscut (2,82%)
     Alții (2,82%)
Componența confesională a satului Szarvaskő
     Romano-catolici (44,93%)
     Fără religie (20%)
     Reformați (8,12%)
     Atei (2,03%)
     Necunoscută (24,06%)
     Luterani (0,87%)
     Alte religii (2,9%)
Conform recensământului din 2011, satul Szarvaskő avea 345 de locuitori. Din punct de vedere etnic, majoritatea locuitorilor (97,18%) erau maghiari. Apartenența etnică nu este cunoscută în cazul a 2,82% din locuitori. Nu există o religie majoritară, locuitorii fiind romano-catolici (44,93%), persoane fără religie (20,0%), reformați (8,12%) și atei (2,03%). Pentru 24,06% din locuitori nu este cunoscută apartenența confesională.